# Wygon (województwo podlaskie)
Wygon – kolonia w Polsce położona w województwie podlaskim, w powiecie hajnowskim, w gminie Dubicze Cerkiewne.
| SIMC    | Nazwa             | Rodzaj     |
| ------- | ----------------- | ---------- |
| 0028174 | Nikiforowszczyzna | przysiółek |

W latach 1975–1998 miejscowość należała administracyjnie do województwa białostockiego.
Wierni kościoła rzymskokatolickiego należą do parafii św. Zygmunta w Kleszczelach.